# Alice Dixon Le Plongeon
Alice Dixon Le Plongeon (Londra, 21 dicembre 1851 – New York, 8 giugno 1910) è stata una fotografa e scrittrice britannica.
Archeologa dilettante, fu una delle prime persone a scavare e studiare gli antichi siti maya di Chichén Itzá e Uxmal.

## Biografia

### Gioventù
Alice Dixon era la figlia di Henry Dixon e Sophia Cook. Suo padre era uno stampatore di lastre di rame che in seguito divenne un fotografo di successo, a cui fu riconosciuto il contributo allo sviluppo della fotografia pancromatica. Alice imparò i principi della fotografia da suo padre e lavorò come sua assistente.
Nel 1871 incontrò il fotografo e archeologo dilettante franco-statunitense Augustus Le Plongeon mentre era a Londra a studiare gli artefatti messicani e maya del British Museum. Alice si interessò all'antica civiltà maya, studiò Incidents of Travel in Yucatan di John L. Stephen e accettò di unirsi a lui nella sua spedizione nello Yucatán.

### Carriera
La coppia si sposò a New York prima di recarsi in Messico nel 1873. Dopo l'arrivo a Mérida, Alice Dixon Le Plongeon si ammalò gravemente di febbre gialla. Augustus la aiutò a curarsi e i due rimasero a Mérida. Durante la convalescenza di Alice, la coppia conobbe studiosi locali e imparò a parlare la lingua maya yucateca. Il loro primo viaggio da Mérida fu una breve visita a Uxmal, dove esplorarono il sito e scattarono alcune fotografie.
Assistettero alla guerra delle caste nello Yucatán, e nel 1875 lasciarono Mérida per Chicen Itza con una scorta militare.
Il loro metodo di lavoro consisteva nello scattare numerose fotografie, disegnare mappe, realizzare stampi di bassorilievi e scavare tunnel per esplorare edifici. La loro attrezzatura fotografica consisteva in due telecamere della Scovill Manufacturing Company con un assortimento di obiettivi. Scattarono una serie di fotografie, comprese immagini stereo 3D, sviluppate in una camera oscura allestita sul posto. Oltre al distaccamento di soldati, la coppia assunse uomini maya locali per sfoltire la vegetazione e ridurne la crescita dal sito. L'intero equipaggio dovette affrontare malattie e fame, caldo, insetti e altri pericolosi animali selvatici.
Oltre ad esplorare i siti di Chichen Itza e Uxmal, Alice e suo marito lavorarono nella città di Mérida e a Mayapan. Nel 1878 si recarono a sud nell'Honduras britannico prima che le difficoltà finanziarie li costringessero a tornare negli Stati Uniti per sollecitare i finanziamenti.
Dal 1880 al 1884 i Le Plongeon vissero a Città del Messico e continuarono il loro lavoro nei cantieri dello Yucatán. Tra i loro finanziatori c'erano il produttore di sigarette Pierre Lorillard e Phoebe Hearst. A New York tennero conferenze sul loro lavoro e tentarono di vendere i loro stampi in bassorilievo a musei e collezionisti.

### Scoperte e teorie
Studiando i murales e le statue a Chicen Itza, Augustus e Alice svilupparono delle teorie sui governanti maya del passato e sulla loro influenza. Unendo una narrazione di un'antica sovrana di nome Moo (che in lingua maya significa "ara") con quella di suo fratello Coh, arrivarono a credere che gli antichi maya avessero contribuito a fondare l'antica civiltà egizia e la civiltà perduta di Atlantide.
Nel novembre 1875 i Le Plongeon portarono alla luce una grande statua vicino alla Piattaforma delle Aquile e dei Giaguari a Chichén Itzá, la quale raffigurava un uomo disteso. Credendo che fosse una rappresentazione del principe Chaac Mol, alla statua venne dato tale nome e fu definita dall'American Geographical Society come una grande scoperta archeologica. Altri manufatti furono trovati vicino alla statua, tra cui selce, pezzi di ceramica e un pezzo di giadeite che Augustus aveva incastonato in una spilla d'oro. Alice avrebbe conservato e indossato questo talismano per il resto della sua vita.

### Ultimi anni
Nel 1884 i Le Plongeon lasciarono il Messico e si stabilirono a New York. Alice pubblicò diversi articoli e organizzò i suoi appunti. Divenne membro di Sorosis, un'organizzazione femminile professionale, e tenne conferenze per raccogliere fondi per la New York Diet Kitchen Association, un'organizzazione che mirava alla nutrizione dei poveri. Alice aveva un forte interesse per lo spiritualismo, per la massoneria e per i Rosacroce e fu membro della Società Teosofica.
La comunità archeologica accolse freddamente le teorie dei Le Plongeon sulla regina Moo. Alice disse di essere "amaramente indignata" della mancanza di riconoscimento del suo lavoro. Nonostante le critiche, la coppia continuò a scrivere e a tenere conferenze sui loro ritrovamenti. Nel 1886 Alice pubblicò Here and There in Yucatan e il suo poema epico Queen Moo's Talisman nel 1902. Trattò inoltre la fondazione della civiltà di Atlantide da parte dei maya in A Dream of Atlantis, pubblicatò in una serie in The World Magazine dal 1909 al 1911.
Dopo la morte di Augustus sopraggiunta nel 1908, Alice continuò a scrivere e a tenere conferenze fino a quando non le fu diagnosticato un cancro al seno nel febbraio del 1910. Morì pochi mesi dopo al New York Women's Hospital.